# KV13
KV13 (Kings' Valley 13) è la sigla che identifica una delle tombe della Valle dei Re in Egitto; era il sepolcro di Bay, originariamente scriba reale sotto Sethy II e successivamente visir sotto Siptah, entrambi della XIX dinastia. È una delle rare tombe non reali della Valle.

## Storia
Situata nei pressi delle tombe KV15 di Sethy II, KV47 del successore Siptah e KV14, della regina Tausert, venne mappata e rilevata da Richard Pococke nel 1737-1738, fu nuovamente soggetta a mappatura e rilevamento nel 1799 a cura della spedizione napoleonica. Nel 1825 fu scavata da James Burton.
Lo scavo completo risale al periodo 1988-1994 a cura di Hartwig Altenmüller .

## Architettura
La tomba, risalente alla XIX dinastia, si sviluppa su un unico asse con tre corridoi che si susseguono fino a giungere in due camere da cui, attraverso due ulteriori corridoi, alle camere funerarie. Si tratta, infatti di una tomba fatta costruire da Sethy II, alto privilegio, come sepoltura del visir Bay, ma successivamente riusata come sepoltura dei principi Amonherkhepshef e Montuherkhepshef, figli di Ramses III della XX Dinastia.
Una leggera deviazione dall’asse originale ha fatto supporre all’egittologo Hartwig Altenmüller che la tomba di Bay terminasse prima delle due camere funerarie e che queste vennero aggiunte successivamente per ospitare i membri della famiglia reale.
KV13 è ubicata nei pressi del letto di una cascata di drenaggio del bacino della Valle dei Re; tale posizione ha reso la tomba particolarmente soggetta ad inondazioni che si sono susseguite nei millenni. A causa di tale inconveniente, le pareti ed i soffitti, che dovevano essere decorati originariamente con dipinti e rilievi, sono collassati e sono impossibili da recuperare.  Uniche rare tracce delle decorazioni parietali preesistenti sono quelle in cui gli antichi artisti incisero sulla roccia le linee essenziali del disegno; si ritiene, tuttavia, che si trattasse di decorazione del tutto simile a quella visibile nella KV14 della regina Tausert.
Delle suppellettili funerarie dei principi ramessidi fu possibile recuperare solo pochi frammenti di vasi canopici, di vasellame e di ushabty in calcare.

### Annotazioni
1. ↑  Le tombe vennero classificate nel 1827, dalla numero 1 alla 22, da John Gardner Wilkinson in ordine geografico. Dalla numero 23 la numerazione segue l’ordine di scoperta.
2. ↑  Hartwig Altenmüller (n. 1938), egittologo tedesco.

### Fonti
1. ↑  vedi: informazioni turistiche
2. 1 2 3  Theban Mapping Project.
3. ↑  Nicholas Reeves e Richard Wilkinson, The complete valley of the Kings, New York, Thames & Hudson, 2000, p. 140.